# 西伯利亞貓
西伯利亞猫是一种较为古老的俄罗斯纯种家貓品種，是俄罗斯的“国猫”；其别名为西伯利亞森林貓与莫斯科长毛猫。西伯利亚猫大小适中，有学者认为，西伯利亚猫是所有現代長毛貓的祖先；又因为这一猫种與挪威森林貓相似之處较多，因此也有学者认为两者很可能存在密切關係。
西伯利亚猫产生的Fel d 1比其他品种的猫都要少，因此也有学者认为西伯利亚猫不易引起过敏。

## 历史

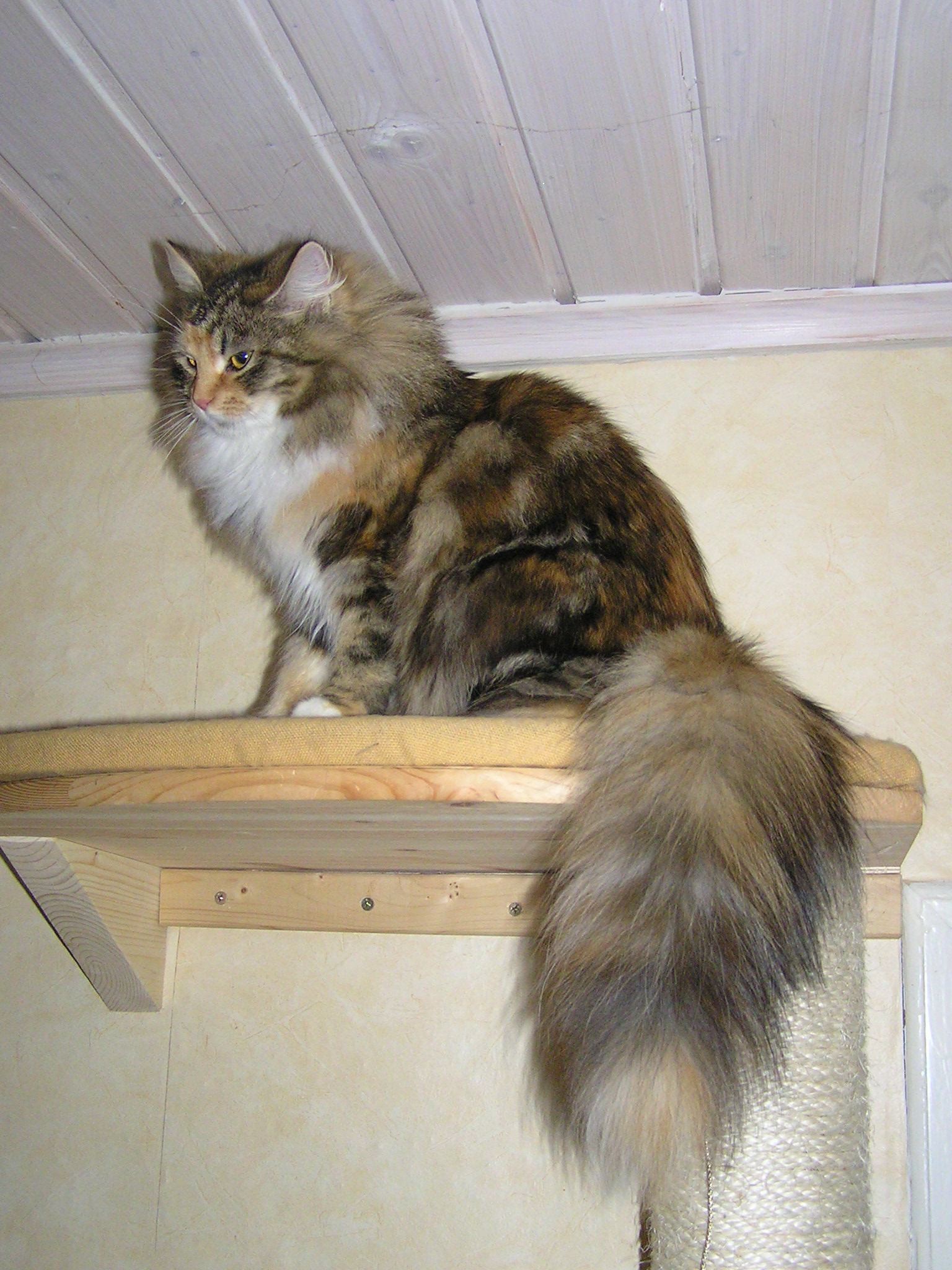
一周岁的西伯利亚猫

西伯利亚猫最早记载于1892年哈里森·威尔出版的关于猫展的书籍中。
|                                                    | 李登哈尔市场的卡斯塔昂先生曾向我展示过一只西伯利亚猫。这种猫对我来说是从未见过的；它是体型较小，雌性，身上呈石板蓝色，身体和腿都比较短。它头部小而且圆，耳朵大约是中等大小。眼睛的深金色与皮毛的蓝色形成鲜明对比，使它们显得更加明亮；这只猫的尾巴又短又粗，在基部非常明显。它本性特别胆小，但又很狂躁，让人很难接近；但是正如卡斯塔昂先生所说，这种胆怯可能是“因为它不懂我们的语言，也不知道什么时候叫它或跟它说话”造成的。我认为与一些英国品种杂交会成为一个很有价值的猫种。 |
| ——哈里森威尔，《我们的猫和他们的一切（1892年版）》 | |

1990年，西伯利亚猫首次在美国出现。虽然这种猫自此之后越来越受欢迎，但从俄罗斯进口这种猫的费用无比昂贵，因此该品种在欧洲以外的地区依然十分少见。
在俄罗斯，各个地区的西伯利亚猫长相其实都不一样。因此，当第一批西伯利亚猫出现在美国等地区时一度引起了很大的困惑。1987年，圣彼得堡的科托菲猫俱乐部公布了最早的西伯利亚猫鉴定标准。
2022年3月1日，因俄乌局势影响，國際愛貓聯盟宣布即日起联合会各成员机构不应进口在俄罗斯饲养的西伯利亚猫，且这些猫不得在俄罗斯境外的任何联盟官方血统书上进行登记。另外，居住在俄罗斯境内的宠物展商的猫不得参加俄罗斯境外的任何FIFe宠物展。

## 特徵
西伯利亚猫跳跃异常敏捷，强壮有力，后躯强壮，爪子大而圆润，胸部呈桶状，耳朵中等偏大，眼睛大，前额宽。西伯利亚猫背部微拱，这是因为它们的后腿比前腿略长——这种体型为他们提供了令人难以置信的敏捷性和运动力。
西伯利亚猫的毛发共分为三种，分别是护毛、芒毛和绒毛。这三种毛发让西伯利亚猫得以免受俄罗斯极端天气的影响，并为西伯利亚猫提供了耐寒、便于自己打理的外衣。毛皮有纹理但有光泽，因此大大减少了消光的可能。与大多数其他猫种一样，西伯利亚的颜色品种各不相同，其中包括虎斑、纯色、玳瑁色和斑点等。西伯利亚猫的毛皮颜色大多比较普遍，大多数育种者、爱好者及组织都认为斑点花纹的西伯利亚猫仍然属于西伯利亚猫种；然而，当地人更习惯于将这种猫单独分为一个名为“涅瓦假面舞会”的品种。其得名于涅瓦河，因为当地人认为西伯利亚猫大多来自那里。
虽然没有完全不会引起过敏的猫狗品种，但近十年来，西伯利亚猫的皮毛的皮屑掉落与日俱减，逐渐引起了人们的注意和评论。虽然没有科学证据，但饲养员和西伯利亚猫的主人都声称西伯利亚猫比较不易引起过敏。1999年，室内生物技术公司分别对2只西伯利亚猫、1只混种猫和1只阿比西尼亚猫的皮毛进行了Fel d 1测试；结果表明，西伯利亚猫和阿比西尼亚猫毛的Fel d 1水平远远低于混种猫。然而，研究人士称，西伯利亚猫Fel d 1物质水平仍然不低，但是普通的混合品种样本这一物质的数值实在太高了。他们最终认为，这些结果仅能供作参考，不足以成为选择宠物的主要依据。
2005年，西伯利亚猫研究公司成立。这是一个非营利性的育种者协会，旨在研究西伯利亚猫的过敏原水平和遗传疾病。截至2010年3月，通过对兽医提供的300多只西伯利亚猫的毛发、唾液的样本进行的分析，西伯利亚猫唾液中的Fel d 1过敏原水平为每毫升0.08至27微克，而毛皮水平为5至1300微克。这些数值范围的最大值与先前研究的结果基本一致，但最小值远远低于最初的估计。
所有被测试的西伯利亚猫样本都被发现会产生一定量的Fel d 1，其中产量最高的是银毛西伯利亚猫。大约一半的西伯利亚猫Fel d 1水平远低于其他品种，而20%左右的西伯利亚猫这一数值非常低。除此之外，雄性西伯利亚猫和雌猫的过敏原水平其实是基本一致的。

## 繁殖
西伯利亚猫往往比其他品种更早进入生殖准备阶段，有时甚至要早五个月。研究人士认为，这一差别与该品种所在的自然野生状态有关。由于更恶劣的自然条件，野生西伯利亚猫基本都是早年夭折；因此，尽早实现繁殖并大量产仔是实现该地区生物平衡的重要因素。一窝西伯利亚幼猫平均共5至6只，实际数量在一只到九只不等。
未绝育的雌猫通常在九岁或十岁时产仔。然而，由于身心成熟、健康活力等因素影响，18个月至6岁之间的雌猫生下的幼猫死亡率通常会更低。
雄猫一般有子女时年龄在5个月到10岁之间。在该品种稀有且昂贵的地区，纯种雄性的长期育种可能会导致一只雄猫对该品种具有过大的遗传影响的问题；但在东欧，由于该品种很常见且价格较低，这个问题不太可能出现。
20世纪90年代初期，进口西伯利亚猫非常困难；因此，近亲繁殖在非东欧地区非常普遍。

## 流行文化
早在数百年前的俄罗斯绘画和著作中就已经出现了关于西伯利亚猫的内容。
1986年，在Vonda N. McIntyre出版的Enterprise the First Adventure一书中描写了一只西伯利亚森林猫；它是文中角色思博克的表弟史蒂芬的宠物。
亚历山大·阿法纳西耶夫收集到的俄罗斯民间故事之一也有一只名叫科托菲伊·伊万诺维奇的西伯利亚猫。还有其他传说称西伯利亚猫是“优秀的森林管理员”。
俄罗斯前总理德米特里·梅德韦杰夫和前苏联总统米哈伊尔·戈尔巴乔夫家中都拥有一只西伯利亚猫。WBZ-AM谈话电台主持人史蒂夫·勒威尔在他在波士顿的节目中提到了他的西伯利亚猫。
2016 年的电影《我的老爸喵星人》中的主角就是一只西伯利亚猫。
在网络漫画《義呆利 Axis Powers》中，角色伊万·布拉金斯基也养有一只西伯利亚猫。

## 图片

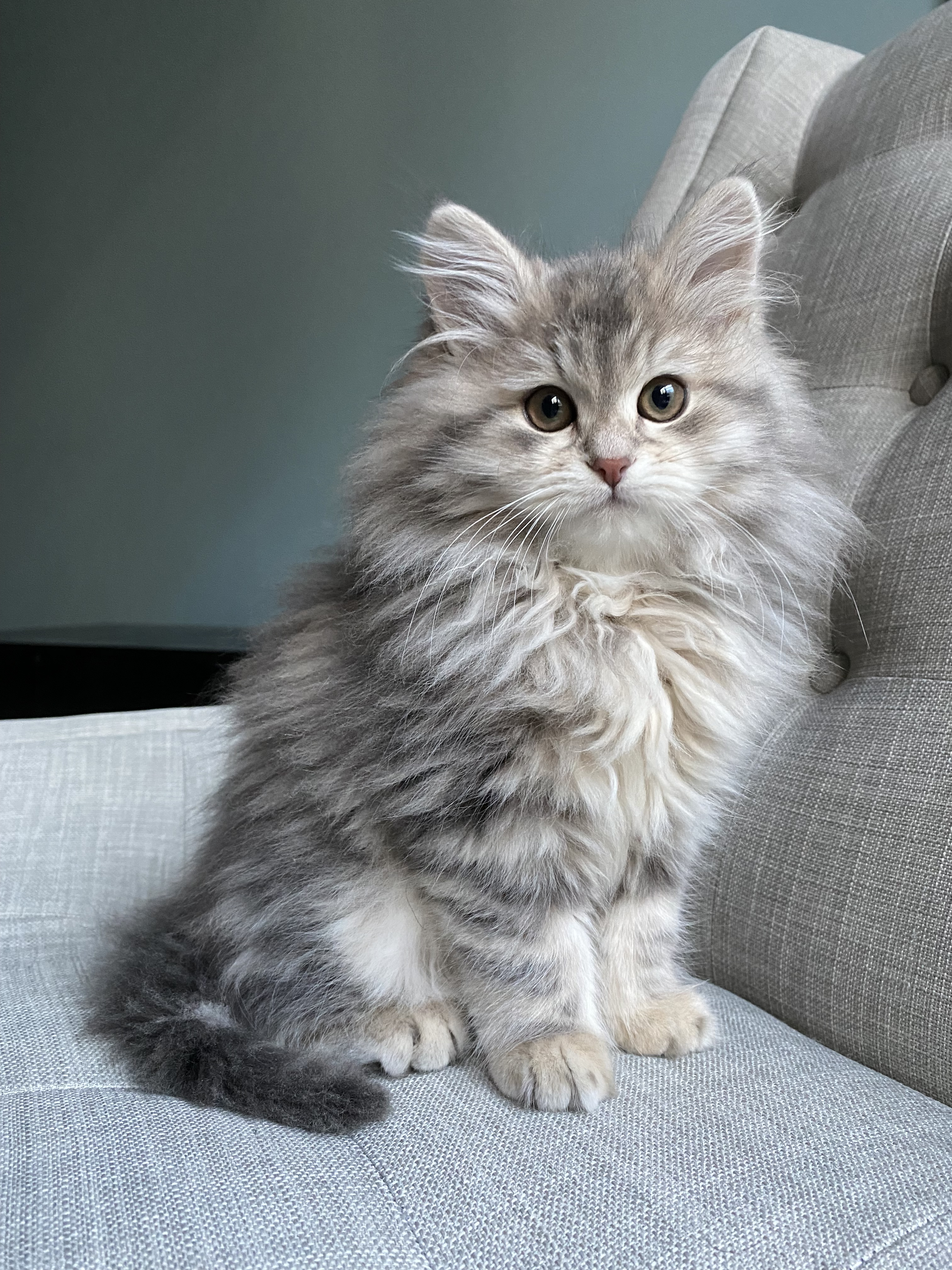
3个月大的雌性蓝金色西伯利亚猫
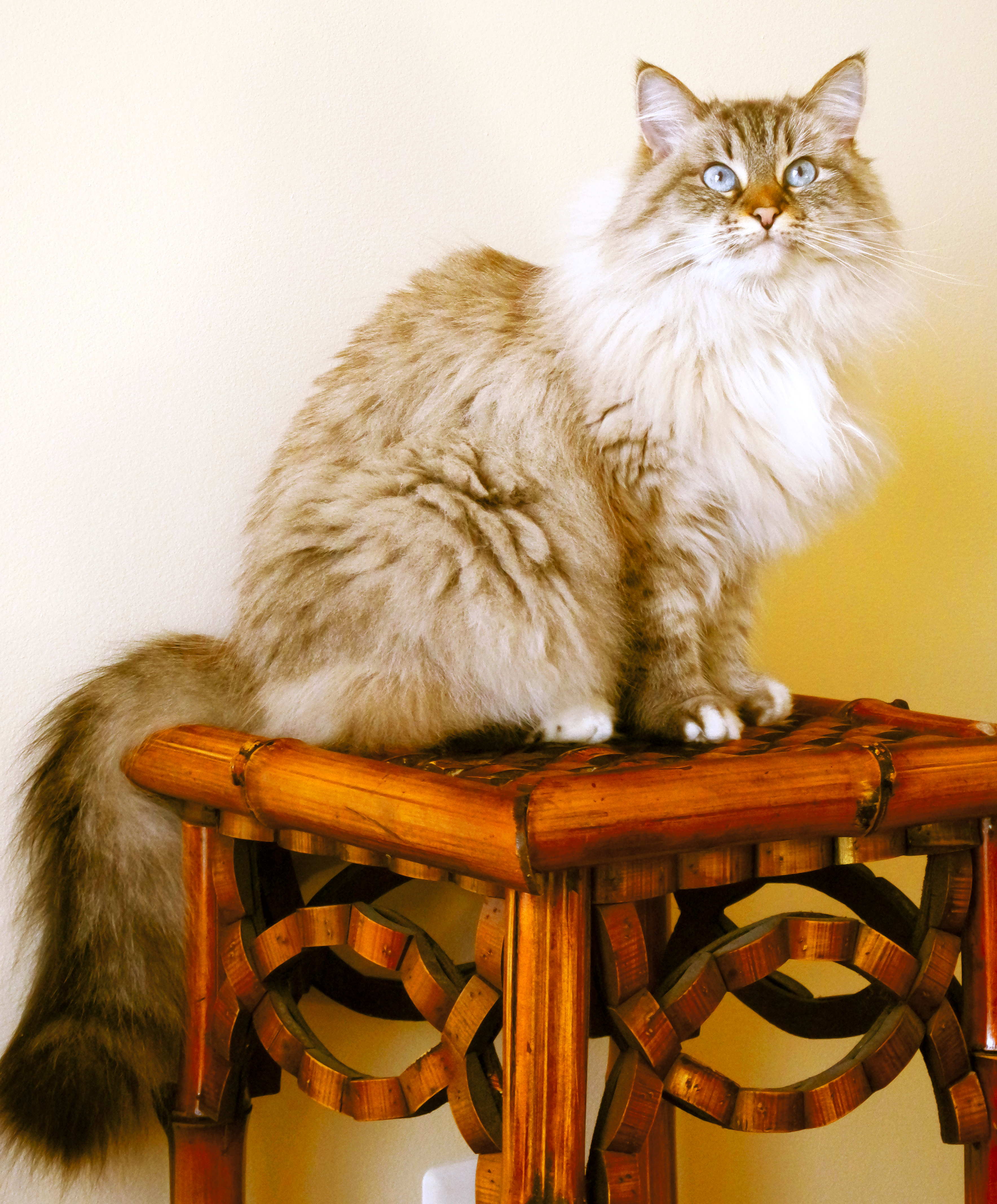
4周岁大的“涅瓦假面舞会”猫
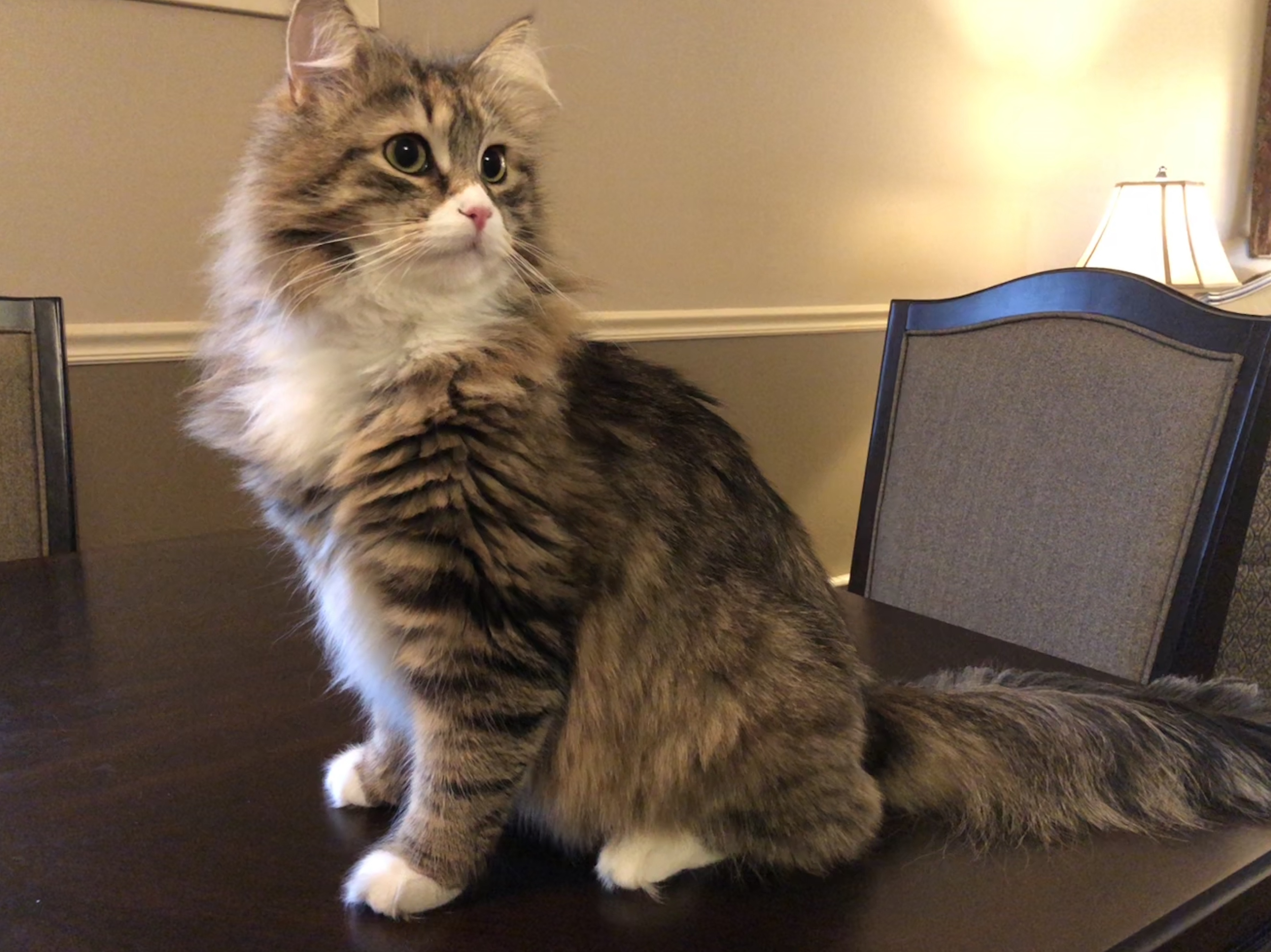
1岁雄性西伯利亚猫
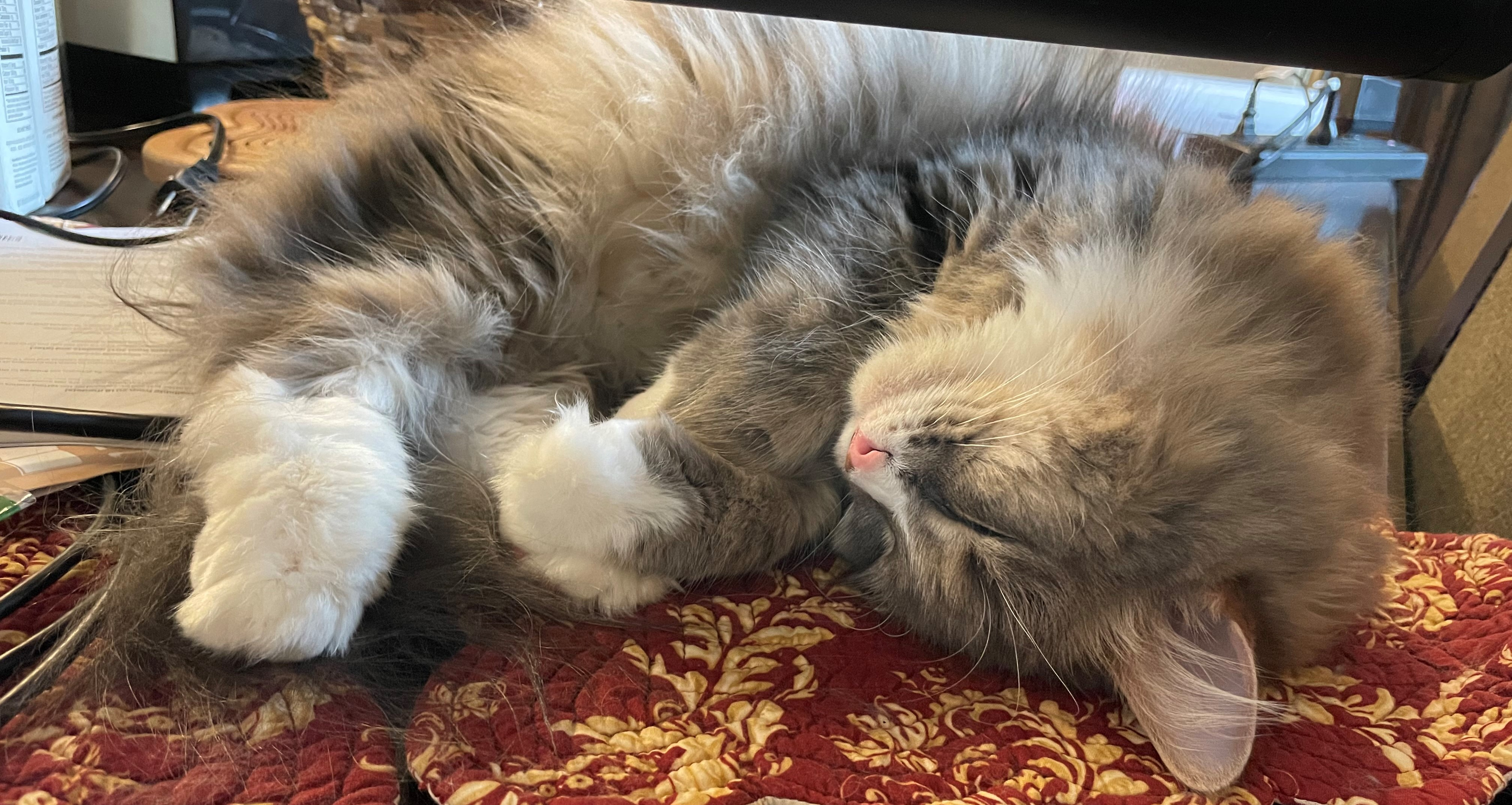
睡眠状态的两岁雄性西伯利亚猫
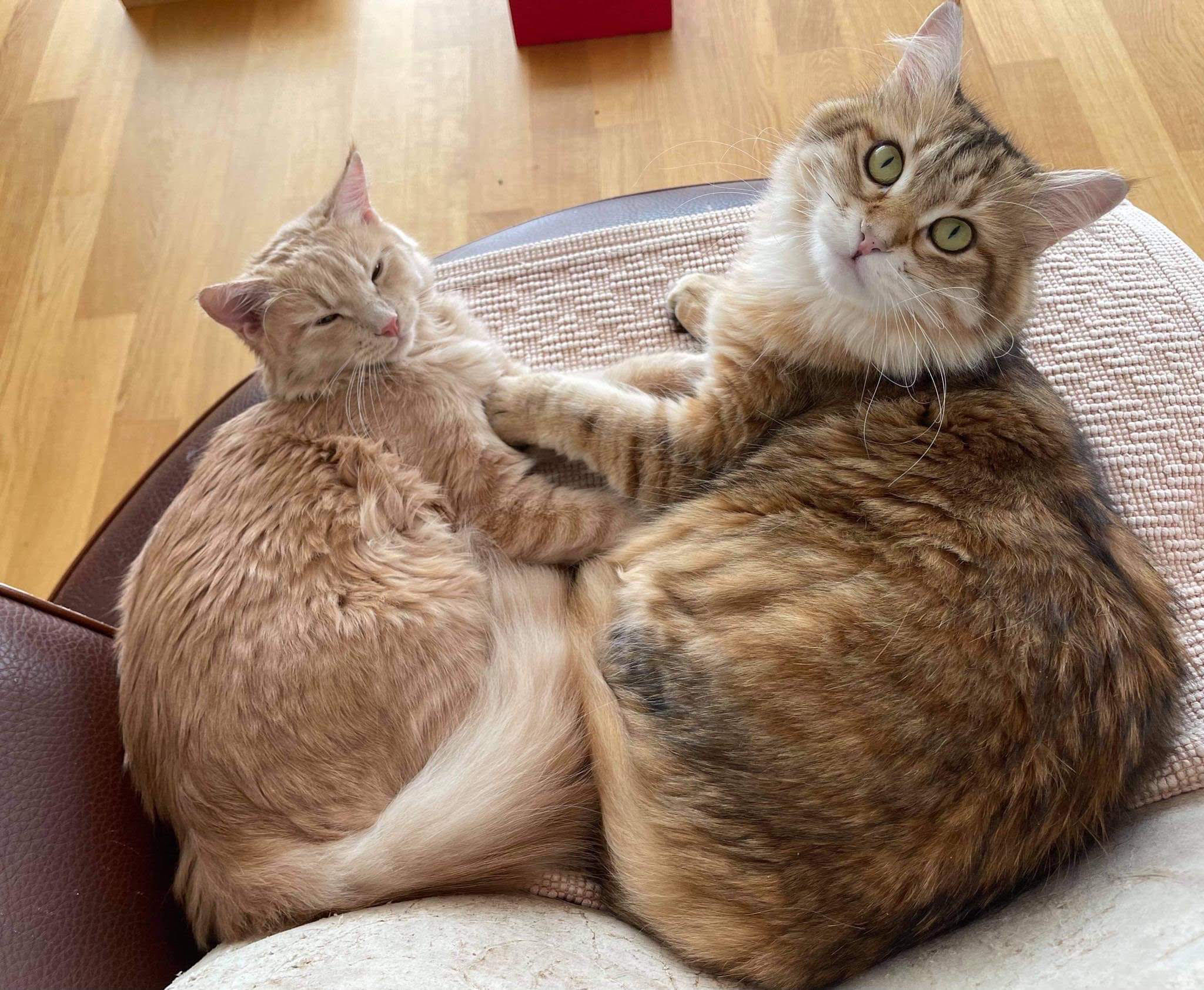
8个月大的雄性西伯利亚猫和2周岁的雌性西伯利亚猫